# Tinn
Tinn is een gemeente in de Noorse provincie Telemark. De gemeente telde 5894 inwoners in januari 2017. De gemeente grenst in noorden aan de gemeente Nore og Uvdal, in oosten aan Rollag en Flesberg, in het zuiden aan Notodden, Hjartdal en Seljord, en in het westen aan Vinje.
De gemeente Tinn beslaat het zuidoostelijke deel van de Hardangervidda met de meren Møsvatnet, Mårvatnet, Gøystavatnet en de Kalhovdfjord. Deze hoogvlakte wordt hier begrensd door de hoogste berg van Telemark, Gaustatoppen 1883 meter hoog. Vanaf de top is bij helder weer een-zesde deel van Noorwegen te zien. De berg is mede daarom een zeer geliefd doel voor dagtochten.
|  |

De hoofdplaats van de gemeente Rjukan ligt in een dal tussen de berg en de Hardangervidda. Vanuit dit dorp loopt de oudste kabelbaan van Noord-Europa: Krossobanen gebouwd in 1928 en een geschenk aan het dorp van Norsk Hydro.
Vlak buiten Rjukan is een waterval, de Rjukanfossen (104 meter hoog). Hier werd in 1911 Vemork, de grootste waterkrachtcentrale ter wereld, gebouwd. Tegenwoordig is het een museum.
Bij de centrale bouwde Norsk Hydro in 1934 de eerste commerciële fabriek voor zwaar water. Tijdens de Tweede Wereldoorlog probeerde nazi-Duitsland dit zware water te gebruiken bij de ontwikkeling van een eigen atoombom. Het Noorse verzet wist dat met succes te saboteren (zie verder Operatie Freshman).

## Plaatsen in de gemeente
- Miland
- Rjukan
- Gaustablikk
- Tinn Austbygd
- Hovin